# Etheostoma fonticola
 Etheostoma fonticola és una espècie de peix de la família dels pèrcids i de l'ordre dels perciformes.

## Morfologia
- Mida: 4,3 cm de llargària màxima (tot i que la mida normal és de 2,9).
- 6-8 espines i 10-13 radis tous a l'aleta dorsal.
- 1 espina i 5-8 radis tous a l'aleta anal.
- 32-33 vèrtebres.[3][4][5]

## Reproducció
Té lloc durant tot l'any a intervals de 33 dies i la posta és abandonada al fons aquàtic sense protecció.

## Alimentació
Menja bàsicament cladòcers, copèpodes, amfípodes i insectes aquàtics.

## Hàbitat
És d'aigua dolça, bentopelàgic i de clima subtropical (31°N-29°N).

## Distribució geogràfica
Es troba a Nord-amèrica: Texas, incloent-hi la conca del riu Guadalupe.